# Чемпионшип (рагби 13)
РФЛ Чемпионшип (енгл. RFL Championship) је друга, професионална, британска лига у рагбију 13, у којој поред британских, учествују још и професионални рагби 13 клубови из Канаде и из Француске.
Такмичењем руководи рагби 13 федерација Енглеске, а спонзор лиге је позната британска кладионица "Бетфред", чији је власник пребогати, енглески бизнисмен, Фред Дон.
У Чемпионшипу учествује 14 професионалних рагби 13 клубова. Највеће успехе до сада су забележели Ли сентуријонси. 
Рагби 13 клубови који се такмиче у Чемпионшипу, имају прилику да се изборе за пласман у Суперлигу, то је најјаче клупско рагби 13 такмичење Северне полулопте. Испод Чемпионшипа је "Лига 1", то је трећа, професионална, британска лига у рагбију 13.

## Историја
Енглези су измислили рагби 13. У Енглеској има око 250 000 регистрованих играча рагбија 13. 
Друга британска лига у рагбију 13 се игра још од 1902. под разним називима. 

### Списак победника Чемпионшипа од 2003. до данас
- 2003. Салфорд ред девилс
- 2004. Ли сентуријонси
- 2005. Кестлфорд тајгерс
- 2006. Хал кингстон роверс
- 2007. Кестлфорд тајгерс
- 2008. Салфорд ред девилс
- 2009. Беров рејдерс

- 2010. Халифакс
- 2011. Фитерстоун роверс
- 2012. Шефилд иглс
- 2013. Шефилд иглс
- 2014. Ли сентуријонси
- 2015. Ли сентуријонси
- 2016. Ли сентуријонси
- 2017. Хал кингстон роверс
- 2018. Торонто вулфпек
- 2019. Торонто вулфпек
- 2020. Није се играло због пандемије ковида 19

### Табела победника Чемпионшипа у рагбију 13
- Ли сентуријонси , четири пута победници РФЛ Чемпионшипа

- Салфорд ред девилс  2
- Кестлфорд тајгерс  2
- Шефилд иглс  2
- Хал кингстон роверс  2
- Торонто вулфпек  2

- Беров рејдерс  1
- Халифакс  1
- Фитерстоун роверс  1

## Рагби 13 клубови учесници Чемпионшипа 2021
Списак учесника, година оснивања рагби 13 клуба, стадион на коме играју утакмице као домаћини.
- Олимпик Тулуз , основан 1937. Стадион Ернест Валон, 19 500 места.

- Бетли булдогс , основан 1880. Стадион Маунт плесент, 7 500 места.
- Бредфорд булс , основан 1907. Стадион Краун флет, 5 800 места.
- Дјусбери ремс , основан 1898. Стадион Краун флет, 5 800 места.
- Фитерстоун роверс , основан 1902. Стадион Пост офис роуд, 8 000 места.
- Халифакс пантерс , основан 1873. Стадион Шеј, 14 000 места.
- Лондон бронкос , основан 1980. Стадион Трејлфајндерс спортс граунд, 4 000 места.
- Њукасл тандер , основан 1999. Стадион Кингстон парк, 10 200 места.
- Олдам , основан 1876. Стадион Бовер фолд, 6 500 места.
- Шефилд иглс , основан 1984. Стадион Олимпик леџаси парк, 3 000 места.
- Свинтон лајонс , основан 1866. Стадион Хејвуд роуд, 3 300 места.
- Вајтхевен , основан 1948. Стадион Рекрејшон граунд, 7 500 места.
- Виднес вајкингс , основан 1875. Стадион Хелтон, 13 500 места.
- Јорк сити најтс , основан 2002. Стадион Јорк комунити, 8 000 места.

## Формат такмичења
У РФЛ Чемпионшипу учествује 14 професионалних рагби 13 клубова из неколико земаља. Игра се двокружно, свако игра против свакога код куће и на страни. Два бода се добијају за победу и један бод за нерешено. На крају лигашког дела такмичења, две најслабије екипе испадају у трећу британску лигу. Пет најбоље пласираних клубова иду у плеј оф, где ће се борити за пласман у највиши ранг, Суперлигу.

## Утакмица вредна милион фунти
Утакмица која одлучује о клубу који ће се пласирати у Суперлигу, зове се "Утакмица вредна милион фунти" (енгл. Million Pound rugby league Game.). На тим важним утакмицама окупи се око 9 000 навијача.

## Летња промоција рагбија 13
Средином године, све утакмице једног кола Чепионшипа се играју у једном граду, са циљем промоције рагби 13 спорта у тој средини. То је (енгл. Summer bash). На утакмицама Самер беша, буде и око 15 000 гледалаца.

## Дупла регистрација рагбиста
Рагбиста са дуплом регистрацијом може да игра за један клуб у Суперлиги и за један клуб у Чемпионшипу.
Екипа може да изабере пет играча са дуплом регистрацијом на дан утакмице. Рагбиста са дуплом регистрацијом може да одигра једну утакмицу недељно. Рагбиста са дуплом регистрацијом има право да тренира у кампу оба клуба, да користи теретану и инфраструктуру рагби 13 клуба, са којим је потписао професионалан уговор.

## Медији
Скај спортс и Премијер спортс преносе утакмице. 

## Спонзори
Тренутни генерални спнзор РФЛ Чемпионшипа јесте позната, британска спортска кладионица "Бетфред". 

## Публика
Просечно око 2 200 љубитеља рагбија 13 присуствује свакој утакмици РФЛ Чемпионшипа. Рекордна посета је забележена 2017. на утакмици Бредфорд булс - Хал кингстон роверс, када је било 8 800 навијача.

## Судије
Правду на утакмицама Чемпионшипа деле обучене, висококвалификоване, професионалне судије. 